# Ami-Ferdinand Duplain
Pour les articles homonymes, voir Duplain.
Ami-Ferdinand Duplain, né le 16 mars 1893 à La Chaux-de-Fonds et mort le 1er décembre 1966 à Lausanne, est un peintre et un journaliste suisse, actif dans le canton de Vaud.

## Biographie

### Jeunesse et formation
Originaire d’une famille d’Undervelier dans le Jura bernois, Ami-Ferdinand Duplain naît à La Chaux-de-Fonds le 16 mars 1893 dans la boulangerie tenue par sa mère et son oncle. Son éducation est assurée par sa mère et sa grand-mère, son père étant parti au bout de six semaines de mariage en Afrique pour peindre des affiches. À La Chaux-de-Fonds, Duplain suit l’enseignement obligatoire, puis les études secondaires au gymnase ; il passe son brevet général même s’il manifeste déjà très jeune son désir de devenir peintre.
De 1911 à 1915, Ami-Ferdinand enseigne aux Brenets comme instituteur. Il y rencontre sa future épouse, Nadine Maillard. Sa famille, sa future compagne et la nature lui servent de modèle. Mobilisé en 1914, ses camarades, à l’uniforme bleu au col rouge, lui inspirent de nombreux dessins.

### Premières expositions
Le 29 septembre 1916, Duplain obtient son brevet de capacité pour l’enseignement du dessin artistique. Il expose pour la première fois lors de l’exposition des artistes militaires neuchâtelois du 15 au 25 décembre 1916 à la salle Léopold Robert à Neuchâtel puis à la Chaux-de-Fonds en 1917. Il y présente des dessins à la plume et à l’aquarelle.
En 1917, il participe pour la première fois à une exposition de la Société des amis des arts. Cette exposition lui donne l’occasion de présenter des œuvres plus ambitieuses comme le portrait de Nadine Maillard, sa future épouse. Duplain obtient un bon succès et commence à envoyer régulièrement des œuvres au Salon national. En 1919, il participe à l’Exposition fédérale des Beaux-Arts de Bâle avec le Portrait de Mlle N. M. (Nadine Maillard, qu'il épouse le 19 mai).
À la suite d'un voyage dans le canton du Tessin en 1919, Duplain publie en 1920 aux éditions Haefeli & Company de La Chaux-de-Fonds, un livre sur Ronco, vieux village tessinois. Ses estampes accompagnent ses écrits et dévoilent un artiste d’une très grande sensibilité. Duplain décèle et révèle la poésie du quotidien, la simplicité de la beauté.

### Séjour à Paris
Il a l’occasion de poursuivre sa formation artistique grâce à une bourse communale et cantonale pour le développement d’études artistiques supérieures. En 1920, il se rend à Paris, réside avec sa jeune épouse à l’Armée du Salut et complète sa formation dans l’atelier de Maurice Denis. Admiratif de la peinture de son maître, il pénètre l’esprit symbolique de Puvis de Chavannes et se laisse séduire par la peinture de Jacques-Émile Blanche, « le Proust de la peinture ». Il se rend fréquemment au Louvre et copie de nombreuses œuvres, peintures, sculptures, antiquités (inv. 762-812). Il dessine également des monuments, notamment Notre-Dame de Paris, réalise quelques esquisses, aquarelles, dessins des rues, des parcs et des ponts de Paris. Il aime beaucoup se rendre à Montmartre et dans le parc du château de Versailles.

### Retour à La Chaux-de-Fonds
De mai 1920 à 1934, Duplain enseigne le dessin professionnel à l'École des travaux féminins de La Chaux-de-Fonds. Parallèlement à son activité d’enseignant, Duplain effectue, dans les années 1920, de nombreux voyages à l’étranger pour parfaire sa formation, notant au jour le jour ses impressions dans de petits carnets.
En 1925, il fonde à La Chaux-de-Fonds La Syrinx, réunissant artistes, compositeurs, écrivains et poètes, de sa génération avec qui il organise diverses manifestations.
Typographe reconnu, Duplain assure de nombreux travaux graphiques et publicitaires. Il est chargé de diverses campagnes de publicité notamment pour des activités touristiques de la Côte d’Azur.
Duplain participe aussi à de nombreuses expositions, indépendamment de La Syrinx. Il expose régulièrement en 1927, 1928 et 1929 au Salon des indépendants. Dès 1924, il expose à la Société des artistes indépendants à Paris et à partir de 1927, à la Société du nouveau salon de Paris, fondé par Steinlen. Il présente également des œuvres à diverses expositions jurassiennes, côté suisse et côté français. Le Salon des Annonciades de Pontarlier créé en 1927 expose ses œuvres à partir de 1933.

### Découverte de la Côte d'Azur
Duplain a l’occasion de se rendre régulièrement à Paris et comme de nombreux artistes du début du siècle, il n’échappe pas aux destinations traditionnelles : la Bretagne et la Côte d’Azur. Après quelques séjours en Bretagne (1920, 1926) Duplain se laisse tenter par la Méditerranée. De 1923 à 1935, Duplain descend presque chaque année sur la Côte d’Azur, surtout à la fin des années 1920. Saint-Tropez, Villefranche, Antibes, Nice, Monaco, Roquebrune, Menton, constituent ses destinations favorites. Il s’éloigne quelque peu de ses lieux de villégiatures habituels pour se rendre en 1928 en Corse et en 1932 à Collioure et en Catalogne.

### Naissance de sa fille
Duplain est en quête du bonheur. « Un artiste qui se livre au hasard est un homme perdu » mentionnait Duplain à Louis Charles Baudouin en mai 1931. Le 5 avril 1930, naît sa fille unique, Anne-Marie, dite Malou. Lorsque l’enfant sourit, le désarroi et le doute perdent leur langage. Avec Malou fleurit l’espérance, le bonheur de la simplicité. Duplain retient son petit trésor sur la toile, sur le bois, sur le papier. De face, de profil, de trois quarts, il croque rapidement au crayon de papier son scintillement éphémère. En 1931, il partage au monde sa réjouissance en publiant et en exposant ses multiples expressions dans des galeries.

### Reconnaissance artistique
Le début des années 1930 marque l’avènement d’une reconnaissance de son art. Les bonnes critiques se multiplient. En 1931, la revue mensuelle « L’art en Suisse » lui consacre un important article. La galerie Moos à Genève l’expose. En 1932, la Société jurassienne d’émulation invite Duplain à Porrentruy pour une exposition personnelle à l’Hôtel international.
Duplain cherche à se faire connaître. Il effectue des correspondances journalistiques dans L’Effort, Le Démocrate, Le Journal du Jura, Curieux, et La Revue Suisse de l’imprimerie. Début décembre, sous l’égide de la Société jurassienne d’émulation, Duplain donne une conférence à Porrentruy sur la vie et l’art en France au XVIIIe siècle ; la salle est comble, le succès prometteur : « Conteur exquis, M Duplain procura à notre public, une jouissance rare ». À la suite de ce premier succès, Duplain multiplie les conférences, un peu partout en Suisse romande.

### Lausanne: rédacteur en chef, chroniqueur radio
En 1934, Duplain est appelé à Lausanne par le conseil d’administration des Imprimeries populaires pour prendre la direction du bureau technique et de propagande. En 1935, la famille Duplain déménage à Lausanne, 19 avenue de Collonges.
Occasionnellement, Duplain poursuit son activité d’enseignant à Lausanne. Pour le semestre d’hiver 1936-1937, il est chargé par les Associations patronales et ouvrières des arts graphiques d’un cours supérieur à l’École des typographes de Lausanne. Il conçoit la mise en page pour la nouvelle présentation sur quarante-huit pages du Radio, ainsi que divers autres titres comme En Famille, L’Habitation, Coop illustré, Revue suisse de l’imprimerie.
En 1936, il reprend la rédaction du journal Lecture du foyer, hebdomadaire devenu par la suite Images du monde. Il occupera ce poste de rédacteur en chef jusqu'en 1956.
Malgré son nouveau travail, Duplain n’abandonne pas ses activités artistiques. Conteur à succès, il diversifie ses conférences. Dès 1935, il réalise à la demande de Radio-Genève diverses causeries sur l’art avec toujours autant d’audience. L’art suisse est à l’honneur ; les auditeurs en redemandent. Duplain poursuivra ses causeries jusqu’en décembre 1965. En 1939, on lui confie une émission artistique destinée aux enfants, Artisticus. Parallèlement Duplain donne diverses conférences. En 1938-1939, l’une d’entre elles a pour intitulé « Masques et visages du XVIIIe siècle français » ; l’enthousiasme est au rendez-vous dans une dizaine de villes de Suisse romande. Il raconte l’art et la vie sous Louis XV en s’appuyant notamment sur les pastels de Maurice Quentin de la Tour. Ses présentations d’une heure sont accompagnées de projections lumineuses. En 1940-1941, il réitère l’opération et propose cette fois-ci un tout autre sujet « Vies d’atelier » des artistes romands, peintres, sculpteurs, orfèvres dont Milo Martin, Raoul Domenjoz, Rodolphe-Théophile Bosshard, Nanette Genoud, Jean-Jacques Mennet, Gustave Buchet, etc. Duplain pénètre dans leurs ateliers, montre leur travail, analyse leurs œuvres, souligne les particularités, rapporte ses entretiens incluant quelques-unes de leurs confidences savoureuses. Là encore, les applaudissements retentissent fortement : « Conférencier délicieux » ; « une heure charmante et beaucoup trop courte. Nous espérons qu’il ne tardera pas trop à nous revenir » .

### Expositions en Suisse
Duplain multiplie les expositions personnelles au Musée des Beaux-Arts de la Chaux-de-Fonds et au Musée cantonal des Beaux-Arts de Lausanne, à l’hôtel de ville de Porrentruy. Il expose aussi à plusieurs reprises à Berne. Ses toiles sont accrochées aux cimaises de grandes galeries. Après la galerie Paul Vallotton à Lausanne, la galerie Europa à Bienne et la galerie l’Athénée à Genève lui consacrent une exposition personnelle.
En 1941, en compagnie notamment de Gustave Buchet, il participe à la fondation du premier Salon de printemps de Lausanne. Son tableau Les trois barques est désignée comme l’une des plus solides et des plus belles toiles de l’exposition.
À la fin des années 1930 et au début des années 1940, les signes d’une reconnaissance officielle nationale de son art se multiplient. En 1938, la Société jurassienne d’émulation achète Le Lac d'Émeraude et en fait don au Musée cantonal des Beaux-Arts de Lausanne. Ce dernier acquiert en 1939 Temps gris (ou Paysage à Lavaux). Le Musée des Beaux-Arts de La Chaux-de-Fonds détient Le Coup de Tabac. En 1943, le gouvernement valaisan porte son offre sur Avant la procession, toile destinée au futur Musée cantonal des Beaux-Arts de Sion. La même année, son ami Jules-Jérémie Rochat, rédacteur en chef du Journal du Jura, publie une biographie de Duplain aux éditions du Chandelier à Bienne, une édition inaugurant avec cet ouvrage une collection consacrée aux artistes suisses.

### Lac Léman, val d'Hérens, sources d'inspiration
À la suite de son installation à Lausanne, Duplain s’aventure sur les hauteurs du Léman, à Chexbres, Grandvaux, Saint-Saphorin, Belmont, etc. Dépourvu de véhicule, il flâne souvent toute une journée dans la campagne vaudoise, n’hésitant pas à marcher jusqu'à Belmont. Il peint alors de magnifiques panoramas du lac et de ses coteaux, avec des vues légèrement plongeantes données par la configuration même des rives lémaniques. Après avoir rendu la spatialité du Léman, Duplain cherche à saisir sa luminosité depuis les rives puis de plus en plus souvent sur le lac, dans sa barque acajou. Peu avant la guerre, il achète effectivement sa première embarcation qui se transforme rapidement en un second atelier. En fin d’après-midi, il court à l’Union nautique Ouchy-Lausanne (UNOL), peinture et panneaux d’isorel en main. Le dimanche, le dialogue avec le Léman se prolonge des heures et des heures. Il prend même sa fille avec lui. Il contemple indéfiniment le visage du Léman changeant de lumière. De ce face à face naît de multiples pochades, huiles sur isorel, huiles sur toile et des expositions, à commencer par celle de 1938 à la galerie Paul Vallotton, Les visages d’un lac. En 1940, il propose une exposition Images du pays. Les sujets valaisans complètent les œuvres lémaniques.
À partir de 1935, Duplain arpente régulièrement les versants valaisans. Après la vallée de Bagnes et le val d’Arpète en 1935, il découvre en 1936 la beauté du val d’Hérens. Le peintre a trouvé sa vallée. Jusqu’en 1955, il ne cessera d’y revenir chaque été, pour le mois d’août ; même le chat fait partie du voyage. Le trajet est une expédition. Après avoir regroupé tout son matériel de peinture dans une énorme panière, un porteur mène le paquetage à la gare. La famille descend tranquillement prendre le train pour Sion, puis, à l’arrière d’un camion de livraison, elle rejoint le village d’Evolène. Depuis son camp de base d’Evolène, Duplain armé de ses pinceaux et de ses petits panneaux d’isorel, parcourt à pied le moindre hameau du val d’Hérens : Arbey, Lannaz, Villa, Borza, etc. Là aussi, sa famille l’accompagne dans ses pique-niques picturaux.
En 1944, il se fait construire, à partir de ses propres plans, son atelier jouxtant sa maison La Huchette, 33 rue du Temple. Et en mai 1944, les travaux achevés, toute la famille déménage rue du Temple. Il y donne dès cette année une première exposition de ses œuvres. Son atelier lui tient lieu désormais de galerie. Jusqu'à sa mort, Duplain ouvre ses portes presque tous les deux ans, pour une exposition de ses œuvres. Parallèlement à ses activités radiophoniques et son poste de rédacteur en chef à Images du monde, Duplain peint inlassablement le visage du Léman et l’âme du Val d’Hérens.

### Reconnaissance internationale
Dans les années 1950, Duplain a atteint sa maturité et la reconnaissance est internationale. En 1951, la toile Froidure lui permet de devenir membre-associé du Grand Salon de Paris, distinction alors rarement accordée à un étranger. En 1953, Duplain obtient le Prix Henri Gsell au Grand Salon de Paris avec Le paysage et la cheminée. Il devient sociétaire en 1954 et membre du jury en 1955. Ses vacances d’été au Tessin en 1955-1956 lui inspirent de nombreuses toiles avec ses sujets de prédilection : lacs et montagnes, ruelles et églises.
Reconnu pour son talent et ses activités d’illustrateurs, on fait appel régulièrement à lui pour des affiches comme l'attestent les maquettes de la Fête des Vendanges à Neuchâtel en 1948.
À la fin de 1957, les premières atteintes de la maladie de Parkinson le contraignent à abandonner son poste de rédacteur en chef d'Images du Monde. Mais secondé par son épouse, il contribue jusqu'à l’automne 1966 à la rédaction de la revue en s’occupant du choix des romans publiés en feuilleton. Le 14 décembre 1965, Duplain donne sa dernière chronique radiophonique sur les Beaux-Arts. Poète dans l’âme, Duplain ne peut se résoudre à abandonner la peinture. De sa main tremblante, il continue jusqu’au soir de sa vie à livrer sur la toile ou l’isorel les accords picturaux de la nature. En 1959-1960, Duplain retrouve les paysages tant aimés du Midi de la France et ne manque pas d’y poser sur la toile ses tonalités.
À Pâques de l'année 1966, il termine avec joie un portrait et d’autres toiles au fond moucheté. Le 1er décembre 1966, Duplain décède peu avant midi à l’hôpital Sandoz où il avait été transféré quelques semaines auparavant. Sur sa table de chevet figurait sa dernière peinture : un paysage du Léman, ce Léman qu’il aimait tant.

## Œuvres

### Tableaux en collection publique
- Lausanne, Musée cantonal des beaux-arts
  - Lac d'émeraude, huile sur toile.
  - Paysage à Lavaux, huile sur toile.

### Livres illustrés
- Ronco, vieux village tessinois, La Chaux-de-Fonds, Haefeli, 1920, 14 f. et 6 planches.
- Profils, poèmes de Werner Renfer, illustrés de vingt lithographies originales de A.-F. Duplain, La Chaux-de-Fonds, Fiedler, 1927, [48] f.
- Instants : poèmes et fables, textes de Roger-Louis Pillet, illustrés de vingt lithographies originales de A.-F. Duplain, La Chaux-de-Fonds, Éditions de la Syrinx, 1933, 60 p.